# Mistrzostwa Europy w Biegach Przełajowych 2015
22. Mistrzostwa Europy w Biegach Przełajowych – zawody lekkoatletyczne w biegach przełajowych, które odbyły się 13 grudnia 2015 w Hyères we Francji.
Paray-le-Monial został wybrany na gospodarza imprezy, przez Radę European Athletics, 2 listopada 2013 roku w Zurychu. Niespełna rok później miasto wycofało się z organizacji zawodów.
Z powodu zawieszenia przez IAAF rosyjskiej federacji lekkoatletycznej w zawodach nie wzięli udziału lekkoatleci z tego kraju.

## Rezultaty

### Mężczyźni
| Konkurencja:                 | 1. miejsce                                                                                       | Rezultat | 2. miejsce                                                                       | Rezultat | 3. miejsce                                                                            | Rezultat |
| Seniorzy                     | Ali Kaya                                                                                         | 29:20    | Alemayehu Bezabeh                                                                | 29:31    | Adel Mechaal                                                                          | 29:51    |
| Seniorzy – drużynowo         | Hiszpania · Alemayehu Bezabeh · Adel Mechaal · Ayad Lamdassem · Ilias Fifa                       | 14 pkt.  | Francja · Florian Carvalho · Yohan Durand · Mourad Amdouni · Timothée Bommier    | 35 pkt.  | Wielka Brytania · Tom Lancashire · Ross Millington · Dewi Griffiths · Jonathan Taylor | 78 pkt.  |
| Młodzieżowcy U23             | Jonny Davies                                                                                     | 29:20    | Carlos Mayo                                                                      | 29:31    | Amanal Petros                                                                         | 29:51    |
| Młodzieżowcy U23 – drużynowo | Hiszpania · Carlos Mayo · Nassim Hassaous · Jaime Escriche · Houssane Eddine Benabbou            | 39 pkt.  | Wielka Brytania · Jonny Davies · Marc Scott · Richard Goodman · Henry Pearce     | 41 pkt.  | Francja · Djilali Bedrani · Alexandre Saddedine · Francois Barrer · Félix Bour        | 59 pkt.  |
| Juniorzy                     | Yemaneberhan Crippa                                                                              | 17:39    | Fabien Palcau                                                                    | 17:45    | El Madhi Lahoufi                                                                      | 17:46    |
| Juniorzy – drużynowo         | Francja · Fabien Palcau · Jimmy Gressier · Mohamed-Amine El Bouajaji · Maxime Hueber Moosbrugger | 27 pkt.  | Włochy · Yemaneberhan Crippa · Said Ettaqy · Pietro Riva · Alessandro Giacobazzi | 29 pkt.  | Wielka Brytania · Alexander Yee · Christopher Olley · Ben Dijkstra · Mohamed Mahamed  | 67 pkt.  |

### Kobiety
| Konkurencja:                 | 1. miejsce                                                                       | Rezultat | 2. miejsce                                                                        | Rezultat | 3. miejsce                                                                               | Rezultat |
| Seniorki                     | Sifan Hassan                                                                     | 25:47    | Kate Avery                                                                        | 25:55    | Karoline Bjerkeli Grøvdal                                                                | 25:57    |
| Seniorki – drużynowo         | Wielka Brytania · Kate Avery · Stephanie Twell · Gemma Steel · Lauren Howarth    | 33 pkt.  | Francja · Clémence Calvin · Christelle Danuay · Liv Westphal · Christine Bardelle | 78 pkt.  | Irlandia · Fionnuala McCormack · Lizzie Lee · Caroline Crowley · Ciara Durkan            | 83 pkt.  |
| Młodzieżowcy U23             | Louise Carton                                                                    | 19:46    | Jip Vastenburg                                                                    | 19:46    | Amela Terzić                                                                             | 19:49    |
| Młodzieżowcy U23 – drużynowo | Wielka Brytania · Laura Muir · Madeleine Murray · Jenny Nesbitt · Rebecca Murray | 41 pkt.  | Francja · Emma Oudiou · Maeva Danois · Marie Bouchard · Cecile Jarousseau         | 71 pkt.  | Włochy · Federica Del Buono · Christine Santi · Costanza Martinetti · Francesca Bertoni  | 82 pkt.  |
| Juniorki                     | Konstanze Klosterhalfen                                                          | 13:12    | Harriet Knowles-Jones                                                             | 13:16    | Alina Reh                                                                                | 13:20    |
| Juniorki – drużynowo         | Niemcy · Konstanze Klosterhalfen · Alina Reh · Sarah Kistner · Franziska Reng    | 20 pkt.  | Wielka Brytania · Harriet Knowles-Jones · Bobby Clay · Sabrina Sinha · Mari Smith | 40 pkt.  | Dania · Anna Emilie Møller · Maria Larsen · Alberte Kjær Pedersen · Line Kalstrup Schulz | 62 pkt.  |